# أحمد بن غودل
أحمد بن صالح بن غودل (القرن العشرين -) هو ملحن يمني، قدم العديد من الأعمال والاوبريتات الغنائية، وكان من أهم أعماله التي اشتهرت جداً اوبريت الغنائي الوطني خيلت براقا لمع.

## حياته ونشأته
ولد الموسيقار احمد بن غودل في حضرموت في مدينة المكلا جنوب اليمن، درس في المدارس الابتدائية إلى الإعدادية ثم المعهد الديني ثم معهد المعلمين ثم تخرج مدرساً ثم ابتعث إلى الخارج لدراسة الموسيقى في أكاديمية الفنون بالقاهرة وحصل على بكالوريوس بامتياز.

## مسيرته
عاد الموسيقار احمد بن غودل من القاهرة وعمل في مدينة عدن مديراً عاما لدائرة الفنون في وزارة الثقافة اليمنية في العام 1979م ثم عميداً ل معهد الفنون الجميلة عدن واسس مجموعة من الفرق الانشادية والغنائية والرقص والاكروبات، عين قبل 4 سنوات عميداً لمعهد غانم للفنون الجميلة.

### الاوبريت الأشهر
الاوبريت الأشهر بعنوان خيلت براقا لمع وقد قدم في اعياد الوحدة اليمنية 22مايو وكان من كلمات الشاعر عباس الديلمي
والحان الموسيقار احمد بن غودل الذي مزج فيه بين الاهازبج والزوامل القديمة وإضافة بعض الحداثة إليها في التوزيع الموسيقي وقد نقلته معظم القنوات المحلية واشتهر لحن الاوبريت خليجياً.

## أعماله
- مرايا الشوق.
- مرايا العنب والبن والرياحين.